# Pleonarius omalonotus
Pleonarius omalonotus är en mångfotingart som beskrevs av Filippo Silvestri 1903. Pleonarius omalonotus ingår i släktet Pleonarius och familjen Dalodesmidae. Inga underarter finns listade i Catalogue of Life.